# Jorge C. Muelle
Jorge Clemente Muelle Rojas, más conocido como Jorge C. Muelle (Lima, 23 de noviembre de 1903-Lima, 29 de septiembre de 1974) fue un arqueólogo, antropólogo y docente peruano. Discípulo de Max Uhle y Julio C. Tello, publicó importantes trabajos sobre las investigaciones que realizó a lo largo del territorio peruano, sobre las culturas chavín, paracas, lima, entre otras. Fue catedrático de arqueología y etnología en la Universidad de San Marcos, así como director del Museo Nacional de Arqueología, Antropología e Historia del Perú. También enseñó en la Universidad de San Antonio Abad del Cuzco y fue profesor invitado en universidades de Estados Unidos (Berkeley y Yale). Desarrolló una extensa producción bibliográfica, entre libros, artículos y ensayos.

## Biografía
Nacido en Lima, desde temprana edad demostró talento artístico. Tras culminar su educación secundaria en 1919, ingresó a estudiar Arte en la Academia Concha. En 1922 pasó a la Escuela Nacional de Bellas Artes, donde tuvo como maestros a Daniel Hernández y Manuel Piqueras Cotolí. Obtuvo diploma de mérito en 1930.
Simultáneamente estudió en la Universidad Nacional de Trujillo, graduándose de bachiller en Letras en 1926. En 1927 pasó a la Universidad Nacional Mayor de San Marcos de Lima; y aunque quedó expedito para recibir el grado de doctor en Letras y Filosofía 1930, solo rindió las pruebas respectivas en 1949. Se inició en la docencia como profesor de Arte Peruano, Historia del Arte y Estética en la Escuela Nacional de Artes y Oficios, cargo que ejerció de 1931 a 1943.
En la Universidad de San Marcos empezó a interesarse vivamente en la Arqueología, debido a la estrecha relación de ésta con el arte. Eran los años en que se producían los resonantes descubrimientos de Julio César Tello, en Chavín y Paracas. Empezó a colaborar como dibujante en el Museo de Arqueología Peruana, dirigido por el mismo Tello. Allí conoció a Eugenio Yacovleff, sabio botánico ruso, encargado de la Sección Técnica del Museo, con quien trabó una gran amistad. Yacovleff lo convenció a orientarse definitivamente a la carrera arqueológica. En 1931, ambos participaron en el trabajo de campo realizado en Cerro Colorado, en Ica, bajo la dirección de Luis E. Valcárcel, continuador de la obra de Julio C. Tello y Toribio Mejía Xesspe. Allí excavaron tres tumbas de la cultura paracas. Este fue el inicio de la carrera arqueológica de Muelle. En esa zona de la cultura paracas estuvo dos veces más, entre 1931 y 1932; también trabajó en el valle de Chillón, Paramonga, Ancón y Virú. En 1934 sufrió un rudo golpe con el fallecimiento prematuro de Yacovleff, a quien dedicó un sentido discurso fúnebre.
En 1936 viajó Alemania, para estudiar arqueología en la Universidad de Berlín bajo la dirección del ilustre Max Uhle. Culminados sus estudios, retornó al Perú en 1937. En el 27.º Congreso Internacional de Americanistas, celebrado en Lima en 1939, ejerció el cargo de secretario de la Sección de Arqueología.
En 1941 visitó los Estados Unidos como becario de la Fundación Guggenheim. Aceptando la invitación de Wendell Bennett y Alfred L. Kroeber, enseñó en las Universidades de Yale y Berkeley, por espacio de un semestre en cada una.
Al retornar al Perú, se hizo cargo de la cátedra de arqueología en la Universidad de San Antonio Abad del Cusco, de 1944 a 1945. Allí se abrió a nuevas dimensiones de la cultura: la etnografía y el folklore, pues hasta entonces la arqueología e historia del arte peruanas habían sido sus mayores intereses. Participó como colaborador en un proyecto de investigación realizado por miembros de la Comisión Etnológica Peruana en Sicaya, en la sierra central.
En 1945 recibió el patrocinio del Smithsonian Institute para realizar investigaciones etnológicas en el Perú. Exploró las ruinas de Paqaritampu, con el auspicio de la universidad del Cuzco.
De regreso a Lima, fue nombrado Jefe del Instituto de Estudios Etnológicos, anejo al Museo Nacional de Historia (1946-1952). Se incorporó también a la plana docente de la Universidad de San Marcos, como catedrático interino de Etnología General y de Investigaciones Etnológicas (1946-1955).
Colaboró en los programas de investigación etnológica efectuados por instituciones estadounidenses en el valle de Virú, de 1946 a 1947; y en Lunahuaná, de 1949 a  1950. En 1949 viajó nuevamente a Estados Unidos, y tres años después, a Europa. Asistió al 30.º Congreso Internacional de Americanistas, celebrado en 1952 en Cambridge, donde fue nombrado vicepresidente honorario.
En 1952 asumió como profesor de Arqueología en el departamento de Arquitectura de la Escuela Nacional de Ingenieros, que luego se convertiría en la Facultad de Arquitectura de la Universidad Nacional de Ingeniería.
En 1955 pasó a ser titular de la cátedra de Etnología General de la Universidad de San Marcos; también tuvo a su cargo las cátedras de Arqueología General y Arqueología Peruana, en esa misma casa de estudios.
Simultáneamente, de 1953 a 1956 tuvo a su cargo la Dirección de Arqueología e Historia, dependiente del Ministerio de Educación Pública, cuya misión era velar por la protección de los monumentos nacionales.
Luego pasó a ser director del Museo Nacional de Antropología y Arqueología, en el que se mantuvo durante un largo periodo, de 1956 a 1973.
Se contó entre los miembros fundadores de la Sociedad Peruana de Historia, y los de número de la Academia Nacional de la Historia. En 1970 fue declarado profesor emérito de la Universidad de San Marcos.
Todavía tenía muchos proyectos por realizar, cuando falleció inesperadamente en su hogar de Barranco, víctima de un ataque cardíaco que le acometió mientras dormía.

## Contribuciones
Luego de Julio C. Tello (fallecido en 1947) y Rafael Larco Hoyle (fallecido en 1966), Jorge Muelle fue el máximo representante de la arqueología peruana, a la par con Rebeca Carrión Cachot (fallecida en 1960). Ambos fueron discípulos y continuadores de la obra de Tello.
Su labor contribuyó significativamente al entendimiento de las antiguas culturas andinas. Realizó varios trabajos de campo importantes en el Perú, entre los cuales destacan los siguientes:
- Excavaciones en el Templo de Pachacámac.- Junto con otros arqueólogos, Muelle trabajó en Pachacámac, sede de las ruinas de un importante santuario prehispánico, que se remonta a la época preincaica. En el 27.º Congreso Internacional de Americanistas, celebrado en Lima en 1939, presentó un informe sobre los frescos recién descubiertos en dicho sitio.[3] Sus investigaciones ayudaron a comprender las prácticas religiosas y culturales de los antiguos pobladores de esa región.
- Investigaciones en la Costa Central del Perú.- Muelle realizó excavaciones en varios sitios de la costa central peruana, como en el valle de Chillón en 1932; Paramonga en 1933; el valle de Lurín, de 1946 a 1947; Lunahuana, de 1949 a 1950; Ancón y Playa Grande, entre 1953 y 1955. Sus estudios revelaron aspectos clave sobre la vida social y ritual de las culturas costeñas, entre ellas la cultura lima.[4]
- Análisis de los cementerios prehispánicos.- Otra de sus contribuciones fue el análisis de cementerios antiguos, donde estudió restos óseos y ofrendas funerarias. Esto le permitió obtener información sobre las prácticas funerarias, la salud y la dieta de los antiguos habitantes.
- Investigaciones sobre la cultura Chavín: Muelle exploró algunos sitios de la cultura chavín, considerada entonces como la cultura matriz del Perú. Su investigación contribuyó a la comprensión del rol de la religión y el simbolismo de Chavín. En 1955, en su calidad de director de la sección de Arqueología e Historia del Ministerio de Educación, visitó el sitio de Chavín de Huántar, que había sido afectado por un aluvión ocurrido en 1945. Allí dispuso los trabajos de limpieza y recuperación del sitio.[3]
- Investigaciones en la cueva de Toquepala.- Al mando de un grupo de discípulos, entre 1963 y 1964 realizó excavaciones y exploraciones en la cueva de Toquepala, célebre por sus pinturas rupestres cuya antigüedad calculó en 10 000 años.[3]

A lo largo de su carrera, Muelle se destacó no solo por su trabajo de campo, sino también por su análisis detallado y su enfoque en la relación entre las estructuras sociales y las prácticas rituales de las sociedades del Antiguo Perú. Sus contribuciones siguen siendo una referencia en la arqueología andina.

## Publicaciones principales
Su obra publicada abarca unos trescientos títulos, que tratan tanto de arqueología como de folklore y etnología. Sus ensayos y artículos fueron publicados en revistas del Perú y del exterior, principalmente la del Museo de Arqueología. Se destacó también por ser un gran dibujante. Entre su nutrida producción bibliográfica, destacan los siguientes títulos:
- Una exploración arqueológica en Cerro Colorado (1932, con Eugenio Yacovleff).[7]
- Un fardo funerario de Paracas (1934, con Eugenio Yacovleff).
- Restos hallados en una tumba de Nievería (1935).[5]
- Los valles de Trujillo (1936).
- Chalchalcha (1935).
- Muestrario de arte peruano precolombino (1938).
- Las pinturas del templo de Pachacámac (1939).
- Cerámica paleteada de Lambayeque (1942, con Alfred L. Kroeber).
- Paqaretambo (1945).
- Del estilo Chavín (1955).
- Puntas de pizarra pulidas del Perú (1957).
- El material textil en el estudio del precerámico (1960).
- Descubrimiento de estratos precerámicos en Ancón (1962).
- Oro labrado (1965), guías del Museo Nacional de Antropología y Arqueología. Sala del Oro. Lima.
- Las pinturas de Toquepala (1970).

## Distinciones
- Orden de las Palmas Magisteriales de primera clase, por el Ministerio de Educación del Perú.[4]
- Orden al Mérito por Servicios Distinguidos en el grado de comendador, por el Estado del Perú.[4]
- Orden de las Palmas Académicas, por el gobierno de Francia.[4]
- Oficial de la Legión de Honor de Francia.[4]

Recibió también condecoraciones de Italia, Alemania y Bélgica.